# Santa Maria de Ginebret
Santa Maria de Ginebret és una santuari de Santa Maria de Merlès (Berguedà) inclòs a l'Inventari del Patrimoni Arquitectònic de Catalunya. Conegut com el Santuari de la Mare de Déu de Ginebret o de Pinós. Es troba en un altiplà amb una vista privilegiada del Berguedà i el Lluçanès.

## Descripció
Església d'una sola nau rectangular coberta amb volta de canó i reforçada amb arcs torals. Un absis semicircular obert vers llevant està cobert amb quart d'esfera i presenta una ornamentació típica de l'arquitectura llombarda: un fris d'arcuacions cegues separades en grups de tres per bandes llombardes. Al mig de l'absis, hi ha una petita finestra de doble esqueixada, coberta amb un arc de mig punt de petites dovelles; aquesta és l'única ornamentació de tot el conjunt, ja que les parets i els murs de l'edifici són completament llisos. A ponent s'aixecà el campanar quadrat molt massís i reformat, així com la porta d'entrada que, situada a migjorn, resta avui tapiada. La porta actual és a ponent, on hi ha un porxo posterior.

## Història
Situada a la demarcació parroquial de la veïna església romànica de Sant Pau de Pinós, la seva existència es manifesta en un llegat testamentari de l'any 1169. Al segle xiv apareix sovint esmentada com un santuari depenent de Sant Pau de Pinós. Durant la Baixa Edat Mitjana el seu terme passà a la parròquia de Santa Maria de Merlès, de la qual s'independitzà l'any 1778, quan passà a dependre de Sant Pau de Pinós. L'edifici fou reformat forces vegades, sobretot l'any 1803, amb la construcció del pòrtic, i l'any 1865, en què es construí un senzill altar, s'arrebossà l'interior i es va refer la teulada i el paviment.

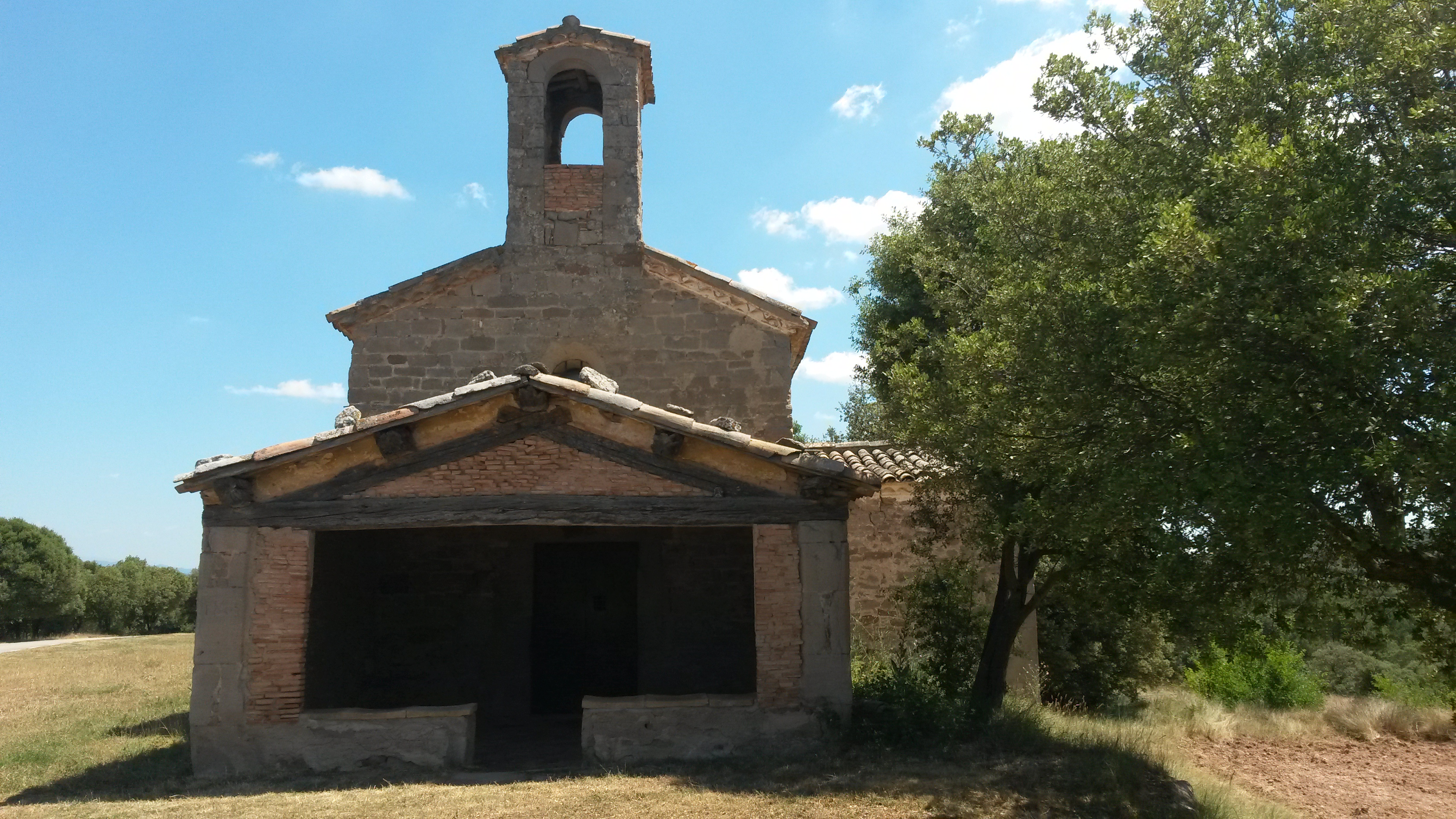
Porxo de Santa Maria de Ginebret.
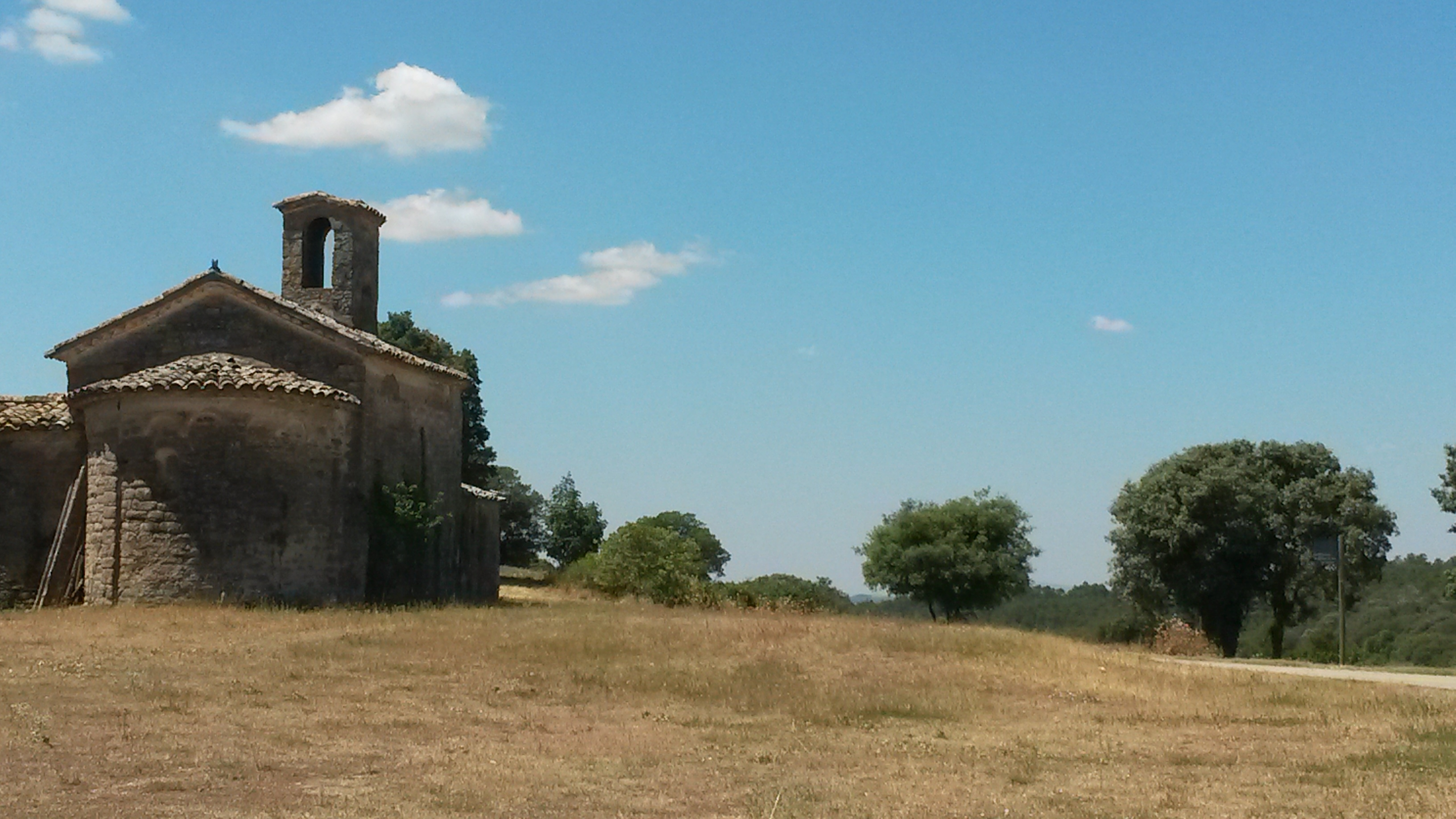
Altiplà d'alzines i camps de cereals, on trobem Santa Maria de Ginebret.
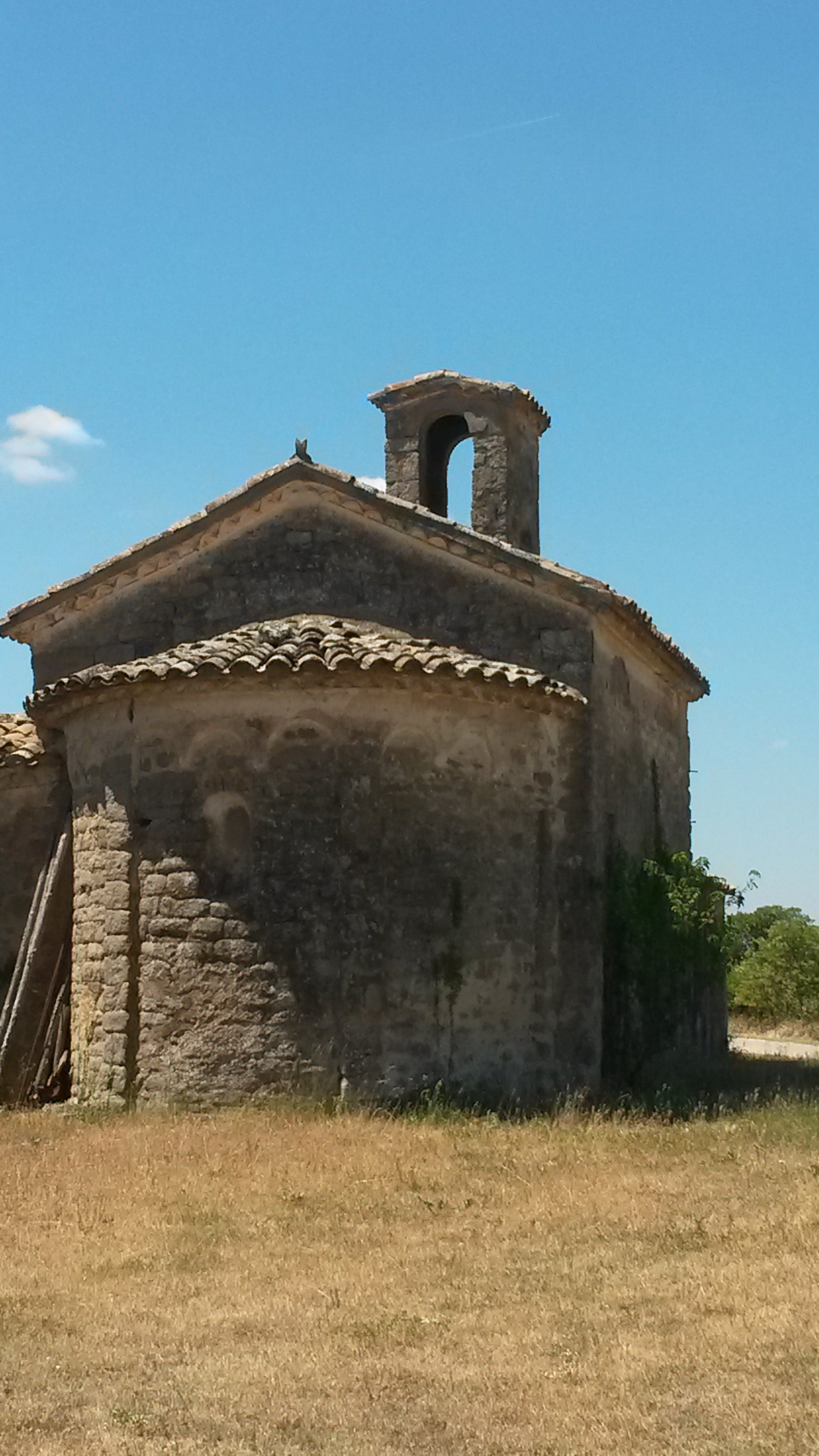
Absis de Santa Maria de Ginebret.